# Великоцький заказник
Великоцький — один з об'єктів природно-заповідного фонду Луганської області, ботанічний заказник місцевого значення.
Оголошений рішенням Луганської обласної ради від 25 лютого 2011 р. № 3/41. Знаходиться в Міловському районі, у східній частині с. Великоцьк. Площа — 252,6683 га. Територія заказника розташована на правому корінному березі р. Мілова, близько до її витоків, і займає розгалужену яружну систему, що перетинає корінний берег. Основну площу займають пасовища та кам’янисті місця з невеликими ділянками лісосмуг.
Незважаючи на близьке розташування населеного пункту, на території заказника збереглися цінні степові угруповання формацій ковили волосистої, ковили Лессінга, ковили вузьколистої, ковили пірчастої, ковили пухнастолистої. На крейдово-мергельних виходах зростають формації чебрецю вапнякового, маренки сіроплодої, ліщиці дрібнонасінної.
У заказнику зустрічаються рідкісні та зникаючі види, занесені до Червоної книги України: ковила волосиста, вузьколиста, пірчаста, найкрасивіша, громовик донський, тонконіг Талієва тощо.

## Галерея

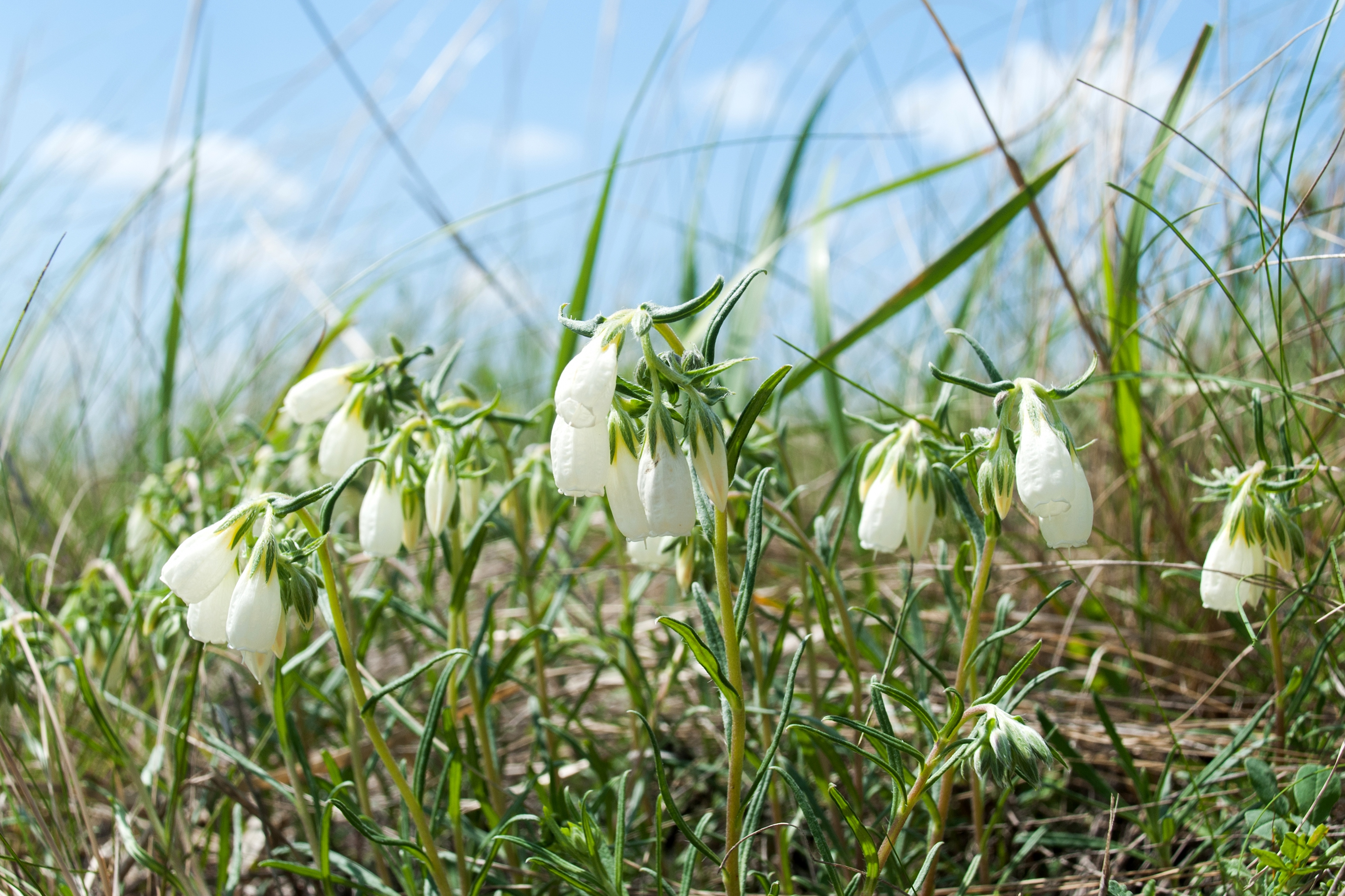
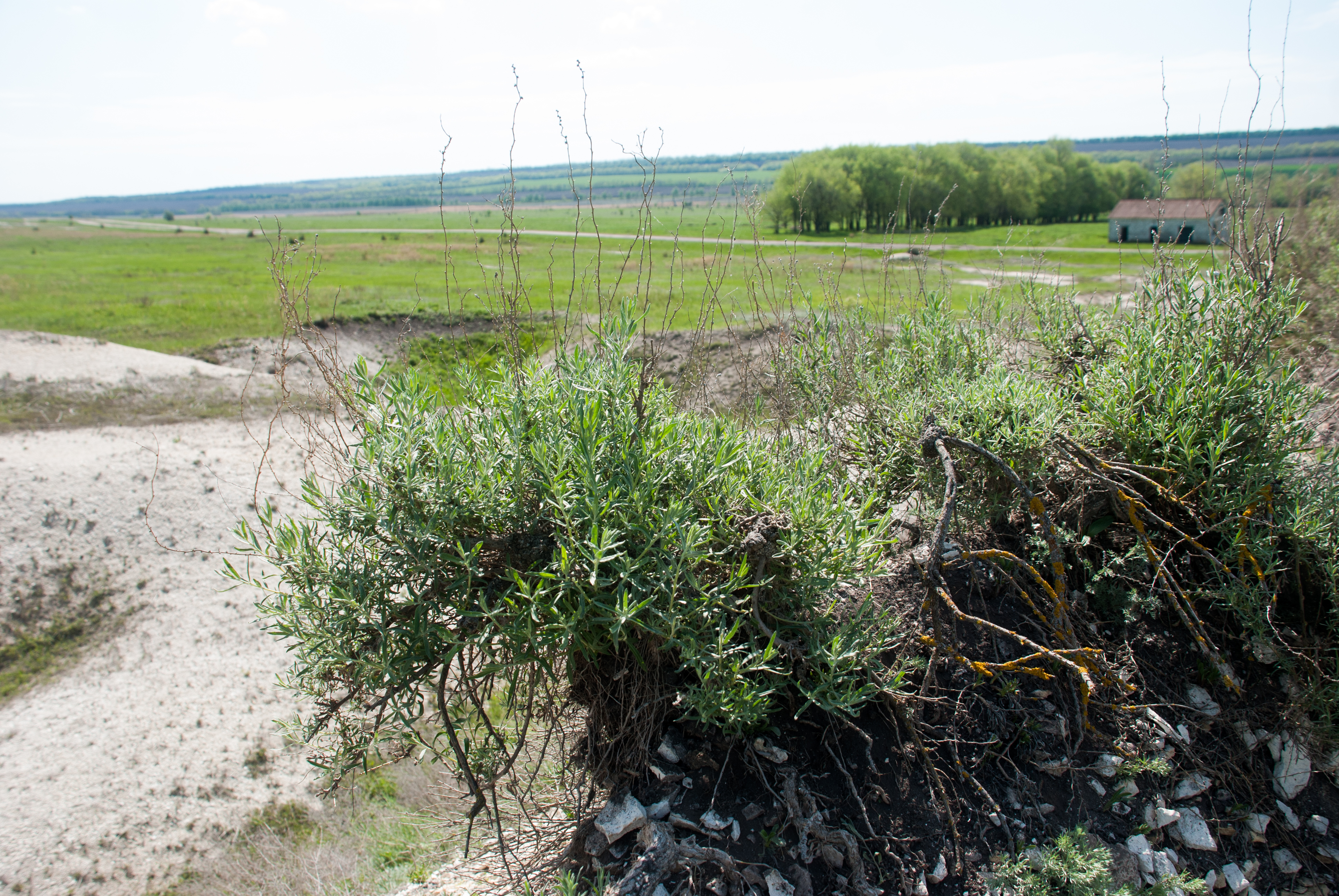
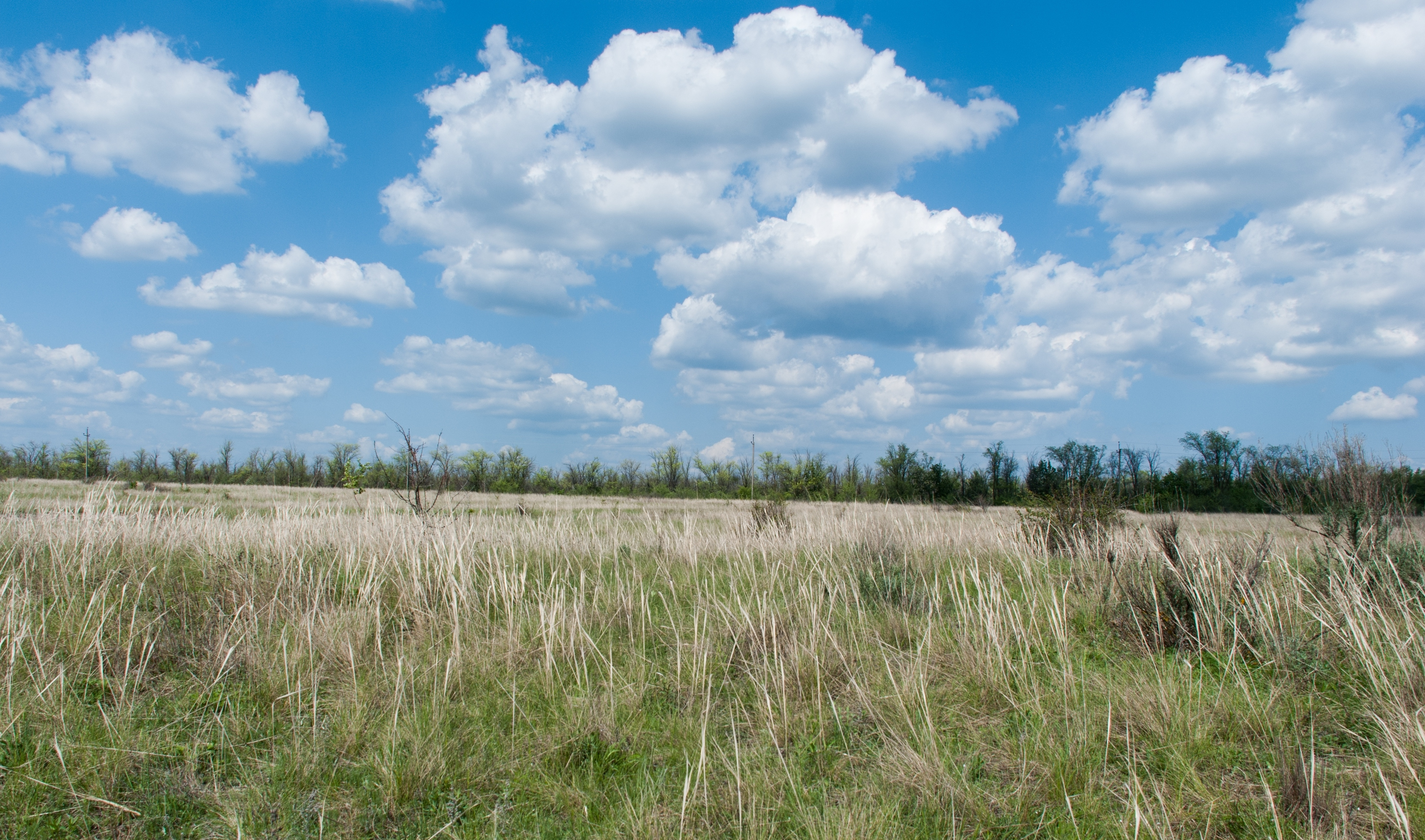
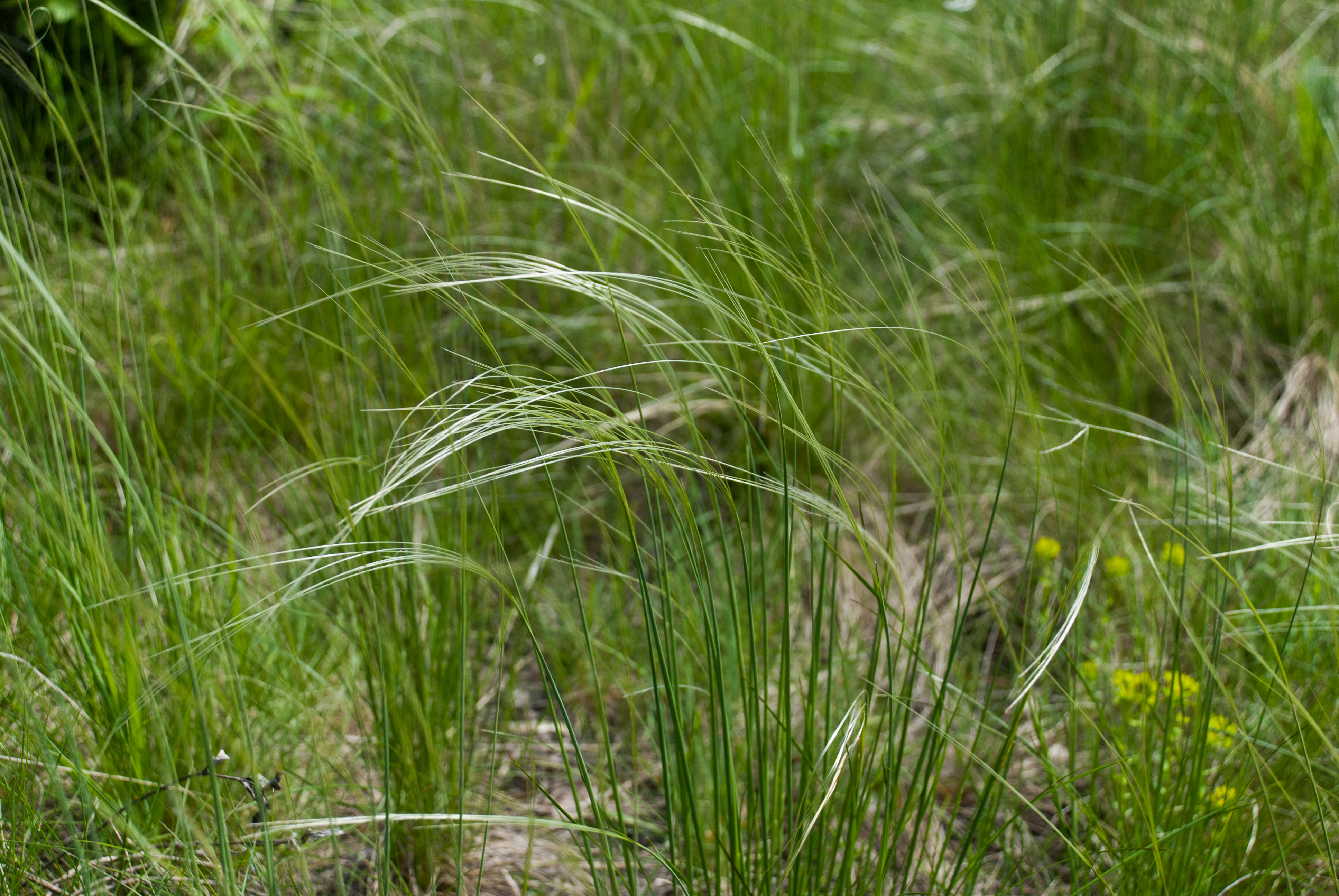